# Municipalità locale di King Sabata Dalindyebo
King Sabata Dalindyebo (in inglese King Sabata Dalindyebo Local Municipality) è una municipalità locale del Sudafrica facente capo al distretto di O. R. Tambo, nella provincia del Capo Orientale.
Al censimento del 2011 la sua popolazione risultava ammontare a 451 710 abitanti.
La sua sede amministrativa e legislativa è Mthatha (fino al 2004 chiamata Umtata) e il suo territorio si estende su una superficie di 3 027 km²; è suddiviso in 32 circoscrizioni elettorali.
Il suo codice di distretto è EC157.

## Geografia fisica

### Confini
La municipalità locale di King Sabata Dalindyebo confina a nord con quelle di Elundini (Ukhahlamba) e Mhlontlo, a est con quella di Nyandeni, a sud con l'Oceano Indiano, a sud e a ovest con quella di Mbhashe (Amatole) e a ovest con quella di Engcobo (Chris Hani).

### Città e comuni
- Baziya
- Bityi
- Cacadu
- Coffee Bay
- Ebotwe
- Hagebe
- Hala
- Jalamba
- Jumba
- Matyengqina
- Mhlanga
- Mpeko
- Mqanduli
- Mqekezweni
- Mthatha
- Ngqungqu
- Nqabe
- Nqanda
- Old Morley
- Qiya
- Qokolweni/Zimbane
- Rarabe
- Sithebe
- Tshezi
- Tshomane
- Upper Ncise-Kambi
- Viedgesville
- Xesibe
- Xongora

### Fiumi
- Buwa
- Dutywa
- Mbashe
- Mthatha
- Ngqungqu
- Tabase
- Xongora
- Xorana

### Dighe
- Mthatha Dam